# Louis MacNeice
Louis MacNeice   (Belfast, 12 de setembre de 1907 - Londres, 3 de setembre de 1963) fou un poeta i dramaturg irlandès.
Des dels anys 30 va ser membre del Grup Auden, un grup d'escriptors irlandesos liderats per W. H. Auden. Va escriure diverses obres de teatre per a la BBC (Dark Tower, 1947) i una dotzena de llibres de poesia. Les seves obres van ser molt apreciades durant la seva vida degut al seu estil planer però emocional i socialment compromès, que sovint reflecteix l'oposició humana al totalitarisme. Molts dels seus treballs mostren també les seves arrels irlandeses.
Es destaca també com a traductor, particularment d'Horaci.